# Сапертон, Дэвид
Дэвид Сапертон (англ. David Saperton; 29 октября 1889, Питтсбург — 5 июля 1970, Нью-Йорк) — американский пианист и музыкальный педагог.
Учился у Августа Шпанута в США, затем последовал за ним в Германию, где занимался также у Ферруччо Бузони. Дебютировал в Нью-Йорке в пятнадцатилетнем возрасте с Первым концертом Фридерика Шопена. В 1908—1909 гг. выступал в Европе, в том числе вместе с певицей Джеральдиной Фаррар. Вернувшись в США, концертировал в 1912—1918 гг., затем прервал исполнительскую карьеру. В 1919-1921 годах работал в Нью-Йорке, затем переехал вместе с семьей в Чикаго.
Новый импульс музыкальная карьера Сапертона получила в 1924 году, когда он женился на Ваните Годовски, старшей дочери выдающегося пианиста и композитора Леопольда Годовского. Сапертон освоил значительную часть сочинений и транскрипций Годовского и на протяжении многих лет выступал едва ли не единственным их исполнителем и пропагандистом, записав два альбома с этой музыкой (1940 и 1952). Ему принадлежит также запись этюдов Шопена. Кроме того, Годовский порекомендовал Сапертона Иосифу Гофману, который пригласил его преподавать в Кёртисовский институт музыки. Здесь Сапертон проработал более 10 лет, среди его учеников — Хорхе Болет, Эбби Саймон, Сидней Фостер, Шура Черкасский, Элинор Соколофф и другие. В 1938 г. Сапертон был вынужден покинуть Кёртисовский институт вслед за его руководителем Гофманом и в дальнейшем преподавал частным образом.